# Revenge (bateau)
Pour les articles homonymes, voir Revenge.
Le Revenge était le bateau du célèbre pirate puis corsaire Stede Bonnet qui écuma les mers au début du XVIIIe siècle. C'était un sloop de 10 (ou 12) canons que Bonnet acheta de ses propres deniers.
Le nom anglais de Revenge était très répandu parmi les pirates de l'époque.